# Najwyższy Komitet Macedońsko-Adrianopolski

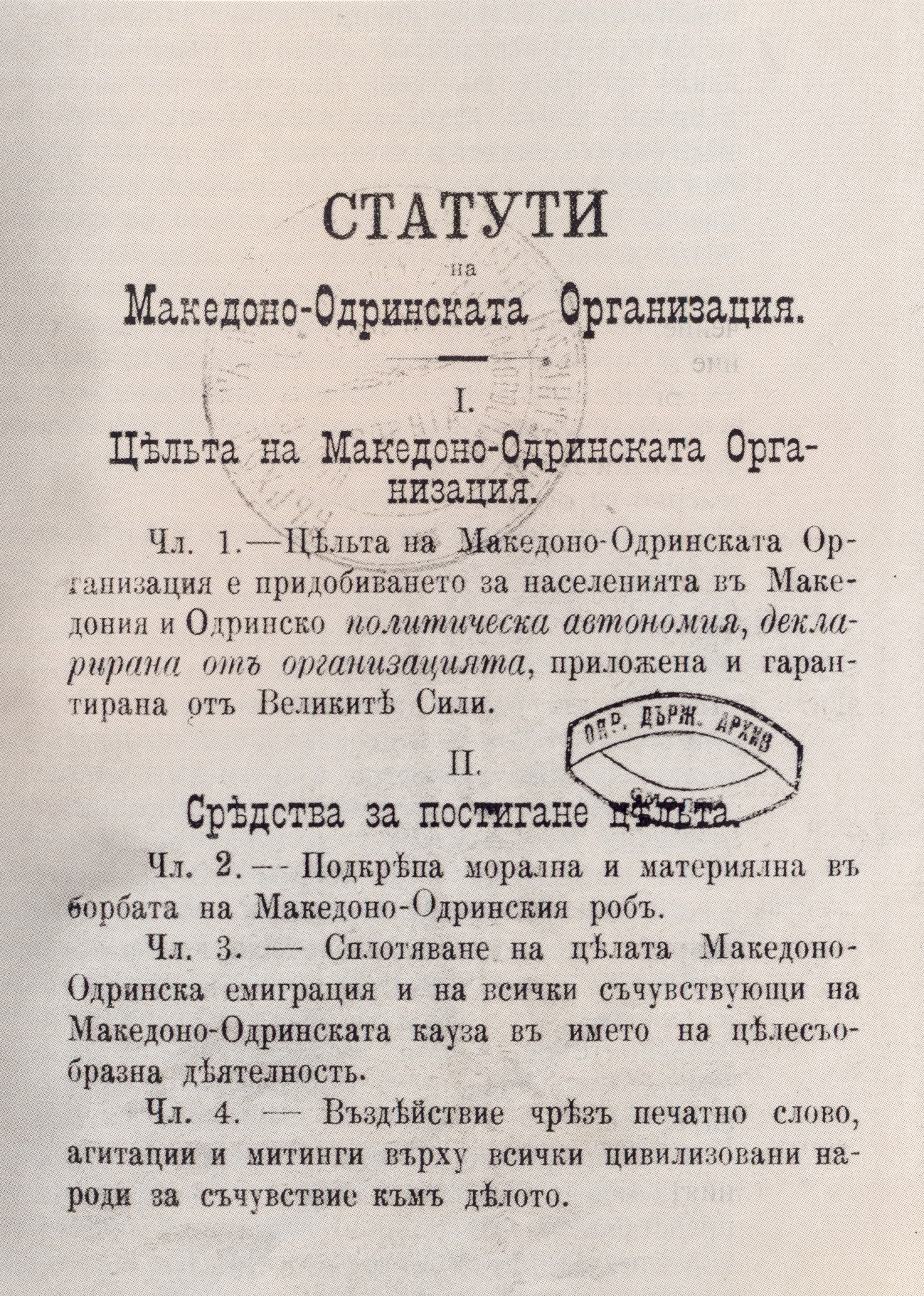
Statut Organizacji Macedońsko-Adrianopolskiej, walne zgromadzenie SMAC, 1900. Rozdział I – Cel Art. 1. Celem MAO jest zapewnienie autonomii politycznej regionom Macedonii i Adrianopolu...

Najwyższy Komitet Macedońsko-Adrianopolski (SMAC), (bułg. Върховен македоно-одрински комитет (ВМОК)), znany również jako Najwyższy Komitet Macedoński, był bułgarską rewolucyjną organizacją polityczną działającą w Macedonii i Tracji w Imperium Osmańskim, której siedziby i główne struktury znajdowały się w Bułgarii od 1895 do 1905. W Bułgarii było bardzo dużo emigrantów z Macedonii, Bułgarii oraz Tracji. Kierowani przez Trajka Kitanczewa utworzyli w 1895 „Organizację Macedońsko-Adrianopolską”, na czele której stał „Najwyższy Macedońsko-Adrianopolski Komitet Rewolucyjny”. Jego oficjalna deklaracją była także walką o autonomię Macedonii i Tracji. Oczekiwali wolności, uważali, że przyjdzie ona tylko z pomocą armii bułgarskiej. Później skierowali swoje wysiłki na rzecz wciągnięcia kraju w wojnę z Imperium Osmańskim, jak choćby podczas akcji czetów Najwyższego Komitetu Macedońskiego w 1895 i powstania w Gornej Dżumai w 1902 z reguły większość przywódców miała silniejsze powiązania z rządami. Ostatecznie ich głównym zamysłem była walka o bezpośrednie zjednoczenie z Bułgarią.
Stali się znani jako „supremiści” lub „warhowiści”, ponieważ mieli siedzibę poza Macedonią. Supremiści uciekali się do terroryzmu przeciwko Turkom w nadziei sprowokowania wojny, a tym samym bułgarskiej aneksji Macedonii. Kilka miesięcy po utworzeniu Najwyższego Komitetu utworzył on kilka oddziałów z bułgarskich emigrantów, rewolucjonistów, żołnierzy i oficerów armii, prawie wszystkich urodzonych w Macedonii lub Tracji. Czterem oddziałom udało się wejść do Macedonii i tylko jednemu do Tracji. Przez pewien czas pod koniec lat 90. XIX wieku przywódcy Wewnętrznej Macedońsko-Adrianopolskiej Organizacji Rewolucyjnej (IMARO) zdołali przejąć kontrolę nad Najwyższym Komitetem, ale wkrótce podzielił się on na dwie frakcje: jedną lojalną wobec IMARO i drugą kierowaną przez oficerów bliskich księciu bułgarskiemu. Ci drudzy zorganizował powstanie we wschodniej Macedonii w 1902, gdzie przeciwstawiły im się militarnie lokalne bandy IMARO kierowane przez Jane Sandanskiego i Christa Czernopejewa, którzy później stali się przywódcami lewicowego skrzydła IMARO. Podczas powstania w Ilindenach oddziały powstańcze Komitetu Najwyższego stłumiły duże siły tureckie. Działania te rozpoczęły się w dniu Święta Krzyża i nie angażowały miejscowej ludności w takim stopniu, jak w innych regionach na wschód od Bitolii i na zachód od Tracji. Po upadku powstania rząd bułgarski rozwiązał Komitet pod naciskiem osmańskim.

## Źródła
- Върховният Македоно – Одрински комитет / 1895 – 1903 / Автор: Светлозар Елдъров, издател: Иврай ООд, Гнавине: 2003. knigoteka.com. [zarchiwizowane z tego adresu (2016-03-03)]. ISBN 954-91210-6-2.
- Билярски, Цочо. Княжество България и македонският въпрос, т.1. Върховен македоно-одрински комитет 1895 – 1905 (Протоколи от конгресите), Българска историческа библио, библиой, библиой.
- Билярски, Цочо. Отношенията на Вътрешната македоно-одринска революционна организация и Върховния македоно-отиков, 19. 233-291.
- Билярски, Цочо. Протоколите на Върховния македоно-одрински комитет между VII и VIII конгрес (1900-1901), ИДА, 1986.
- Билярски, Цочо. Статути на Върховния македоно-одрински комитет, в: „Военноисторически сборник”, 1984, №2.
- Билярски, Цочо, И. Бурилкова, Писма от дейци на Върховния македонски комитет и на Българските македоно -одрински революционни комитети в архива на д-р Константин Стоилов (1895-1898 г.) Македонски преглед, кн. 4, 1996, стр. 101-128.
- Георгиев, Георги. Македоно-одринското движение в Кюстендилски окръг (1895-1903), Македонски научен институт, София, 2008.
- Елдъров, Светлозар. Върховният македоно-одрински комитет и Македоно-одринската организация в България (1895 – 1903), Ивойя, 2003.
- Елдъров, Светлозар. Кореспонденцията между генерал Иван Цончев и капитан Александър Протогеров за македоно -одринското революционно движение (октомври 1901 – юли 1903 г.), ИВИНД, 1991, кн. 52, стр. 118-143.
- Елдъров, Светлозар, Т. Петров. Офицерите от Българската армия на Княжество България в Илинденско-Преображенското Сняжество България в Илинденско-Преображенското въстание 1903 гокидие 1903, Гокидие 1903, Гокидие 1903. 4, стр. 137-146.
- Николов, Б. Протоколи от районните конгреси на Върховния македоно-одрински комитет през 1905 г., ВИС, 1984, кн. 3, стр. 164-179.
- Пандев, К. Вътрешната организация и Върховният комитет 1899–1901, Етюд историк, 1973.